# Altamira (Pará)
Altamira és un municipi brasiler a l'estat del Pará, a la Regió Nord del país. La seva població estimada en 2018 era de 113.195 habitants. Amb una àrea de 159.533,328 km2, segons l'IBGE el 2017, es posiciona com el municipi més extens de Brasil.
Fins a 2009 va ser el major municipi del món en extensió territorial, sent major que deu estats brasilers, a més del Districte Federal i diversos països com Portugal, Islàndia, Irlanda, Suïssa, entre uns altres. Queda a una altitud de 109 metres, latitud 03º12'12" sud i longitud 52º12'23" oest.
La Carretera Transamazônica travessa el municipi en el sentit est-oest en una extensió de 60 km km, connectant Altamira amb Belém (800 km), Marabá (500), Itaituba (500 km) i Santarém (500 km). Una característica notòria del municipi és la seva hidrografia: Altamira està enclavada en els marges del riu Xingu, amb la seva sèrie de afluents i cascades que es distribueixen per tota la regió.

## Història
La història d'Altamira comprèn tradicionalment el període que va de la fundació de la missió jesuïta formadora de la ciutat fins als dies actuals. No obstant això el territori municipal és habitat, des de temps immemorials, per pobles indígenes nòmades i seminòmades.

### Missió Tavaquara
Malgrat saber-se que encara abans del segle xviii antigues missions jesuïtes ja habitaven la regió de Xingu, va ser solament en la dècada de 1750 que el Pare Roque Hunderfund s'endinsà al riu Xingu fins a Igarapé Tucuruí, posteriorment denominat Vitória. Allí va establir contactes amb indígenes xipaia i kuruaya que el guiaren a la Volta Grande do Xingu. Allí, a prop a la font del Panelas, van escollir el lloc de fundació de la Missió Tavaquara, el poblament del qual va formar la ciutat d'Altamira.
Les polítiques del primer-ministre portuguès Marquès de Pombal, encara en el segle xviii, tanquen totes les missions jesuítiques en les colònies, fent la Missió Tavaquara concloure les seves activitats. La parròquia de Souzel va continuar a prestar assistència al nucli no obstant això, solament en 1841, el Pare Antônio Torquato da Souza, reobre la sendera que connectava, per terra, el igarapé Victòria, en el baix Xingu, a la Missió Tavaquara, més dalt, de manera que evita els trams de cascada, fent més accessible el treball en Tavaquara.

### Colonització
El primer establiment administratiu es va instaurar el 14 d'abril de 1874, en l'acte de creació del municipi de Souzel (actual Senador José Porfírio), on la Missió Tavaquara (Altamira) va ser elevada a la categoria de poblat. En aquest període el poblat sobrevivia de l'extracció i comercialització de la goma i altres drogues del sertão, a més de comunicar-se amb Souzel i Port de Moz per navegació a vapor.
En 2 d'abril de 1883, per influència del coronel Francisco Gayoso, el poblat de Tavaquara és elevat a capital del municipi de Souzel, rebent en aquell moment el nom d'Altamira. Per influència també del coronel Gayoso va ser oberta una via, que connectava el Xingu baix i mitjà, amb l'objectiu de transformar en carretera, emprant treball esclau africà.
El 1880 Agrário Cavalcante va reprendre els treballs del coronel Gayoso, rectificant el traçat de la carretera, partint del lloc on es troba avui la seu del municipi de Victória do Xingu i arribant a les fonts del riu Ambé, construint-hi el Fort Ambé, avui desaparegut.

### Emancipació administrativa
Per la llei estatal núm. 1234, de 6 de novembre de 1911, la vila d'Altamira fou elevada a la categoria de districte i municipi amb la denominació d'Altamira, separat de Souzel (actual Senador José Porfírio). La seu va ser establerta a Altamira, que per la qual cosa va ser ratificada com a vila. En la data de l'emancipació, estava formada per un sol districte. El municipi va ser formalment instituït l'1 de gener del 1912 amb la possessió del seu primer intendent (actualment càrrec corresponent al d'alcalde) Pedro de Olivera Lemos.
La seu municipal fou elevada a la condició de ciutat amb la denominació d'Altamira, mitjançant la llei estatal núm. 1604, de 27 de setembre de 1917.
Mitjançant la llei estatal núm. 8 de 31 d'octubre de 1935, Altamira va passar a denominar-se Xingu, i; pel decret-llei estatal núm. 2972, de 31 de març de 1938, el municipi de Xingu va tornar a denominar-se Altamira.

### Dècada de 2010: Belo Monte i impactes socio-ambientals
Des del 2009 Altamira atreu l'atenció per ser la ciutat més pròxima de la Fàbrica Hidroelèctrica de Belo Monte, l'impacte de la qual és controvertida. Els ciutadans locals en general aproven l'obra, malgrat d'admetre que el creixement de la població comportà problemes. La inversió de R$ 30.000 milions feu incrementar la població d'Altamira de 100.000 segon el Cens de 2010, a més de 140.000, en l'avaluació de la prefectura. Entre els problemes hi ha l'empitjorament del tràfic local causada per l'augment de la flota de motocicletes - moltes de les quals són dirigides per conductors sense llicència - i un augment en la violència.
Un dels episodis correlacionats als problemes socioeconòmics i ambientals del fàbrica de Belo Monte va ocórrer en juliol de 2019, en la Massacre en Altamira en 2019, quan una disputa entre les faccions criminals Comandament Vermell i aliats del Primer Comandament de la Cabdal pel domini del trafico de entorpecentes i armes en la regió, va dur la mort de 62 steinguts del Centre de Recuperació Regional d'Altamira (CRRALT).

## Geografia
Altamira posseeix una àrea de 159.533.328 km², segon l'Instituto Brasileiro de Geografia e Estatística el 2017, fet que el converteix en el major municipi de Brasil i el tercer major del món en extensió territorial (sent menor que Qaasuitsup i Sermersooq, municipis groenlandeses instituïts l'1 de gener de 2009). Si fos un país, seria el 92º país més extens del món, major que Grècia i Nepal. Si fos un Estat brasiler, seria el setzé major, un poc menor que el Paraná i major que els d'Acre i el Ceará.
D'acord amb la divisió regional vigent des de 2017, instituïda per l'IBGE, el municipi pertany a la Regions Geogràfiques Intermediária e Imediata de Altamira. Fins llavors, amb la vigència de les divisions en microrregions i mesoregions, formava part de la microrregió d'Altamira, que per la seva banda estava inclosa en la mesorregió del Sud-oest Paraense.

### Clima
Segon dades de l'Institut Nacional de Meteorologia (INMET), des de 1961 la menor temperatura registrada en Altamira va ser de 13,5 °C el 18 de febrer de 2000, i la major va aconseguir 39,2 el 4 d'octubre de 2009. La major precipitació acumulada en 24 hores va ser de 226 mil·límetres (mm) el 12 d'abril de 2009. Altres acumulats iguals o superiors a 150 mm van ser 190,3 el 22 de desembre de 1985, 183,4 el 29 de desembre de 2005, 169 mm el 27 de gener de 1970, 168,1 en 6 de març de 2000, 162,8 el 18 d'abril de 1984 i 150 mm el 9 d'abril de 1971. Al març del 1974, amb 682,9, va ser el mes de major precipitació.

## Economia i infraestructures
La regió sofreix d'un abandó estructural crònic, un procés d'atròfia econòmica i conseqüentment social, car no es dugueren a terme les inversions necessàries per a la regió, un cop que la infraestructura és precaritzà. Demandes històriques per a disminuir conflictes per terres, assistència bàsica la malalties com el dengue i la violència són problemes permanents. El 2013 entre els tres components de l'Índex de Desenvolupament Humà, Altamira només tenia nota elevada en la longevitat (0,811, davant de la mitjana nacional de 0,816), amb un baix desenvolupament del rendeixi (0,662 davant 0,739) i educació (0,548 davant 0,637).
El 2010 la quantitat de desempleats era d'uns quatre milers de persones (el 6,4%), en una població amb prop del 16,04% d'analfabets i el 5,9% amb nivell superior. D'acord amb el Cens Demogràfic de 2000 en observar-se les característiques de la població resident d'Altamira, es nota, pel que fa als ingressos, que d'un total de 17.469 domicilis, la majoria (el 52,4%) posseeix rendes de més de 2 a 10 salaris mínims, sent el 18,6% del total de domicilis enquadrats a la franja de més de 3 a 5 salaris mínims. Es nota, encara, que per al mateix període, el 4,5% de la població rebien fins a mig salari mínim o no posseïen rendes.

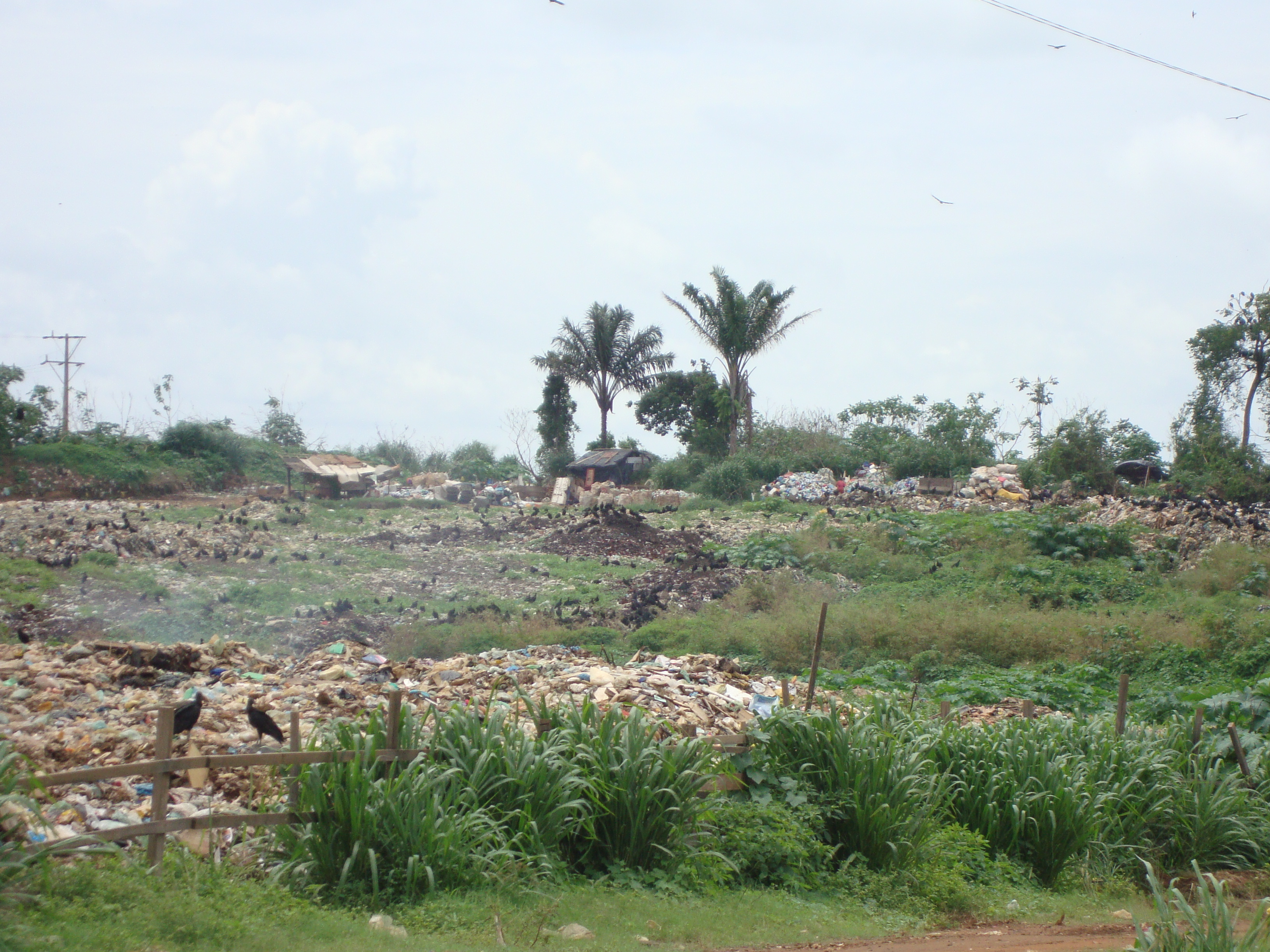
Antic lixão del municipi d'Altamira.

Pel que fa a l'educació, Altamira tenia al 2000 el 90,9% de la població de 10 a 14 anys alfabetitzada; el 93,8% de la població de 15 a 19 anys i el 79,8% de la població de 20 anys o més. Tenint com a referència la població major de 10 anys, es verifica que el 83,8% estava alfabetitzada.
Les condicions residencials, per la seva banda, són bastant adverses. D'acord el Sistema Nacional de Informações sobre Saneamento (SNIS), la infraestructura externa als domicilis d'Altamira presenten precarietats generalitzades. El 2007, de la població urbana del municipi, solament el 72,0% eren atesos per la recollida de residus sòlids. A més al 2008 només l'11,2% de la població era atesa amb proveïment d'aigua. El Consorci Nord Energia, responsable per Belo Monte, va signar el compromís de junt amb la planta potabilitzadora per a proveir aigua per a tota la ciutat d'Altamira, però les obres estan endarrerides.
Els conflictes que històricament marquen l'ocupació de la selva amazònica estan reproduïts en Altamira, amb garimpeiros, indis, agricultors i riberencs confrontant-se.
Altamira va tenir el major numero d'homicidis de Brasil, segon dades del IPEA (Institut d'Investigació Econòmica Aplicada) divulgats el juny de 2017. Segons l'Atlas de la Violència, el nombre d'homicidis està directament connectat la construcció de la Fàbrica Hidroelèctrica de Belo Monte.

## Cultura

### Parla local
Degut a la colonització de la ciutat haver estat realitzada per immigrants, en gran part per nordestinos i sulistas, la variació del portuguès parlat en la ciutat és ben diferent de la resta d'altres ciutats de Pará com per exemple les ciutats de Belém i Santarém.
Aquest dialecte s'anomena dialeto de la serra amazônica, o de vegades, dialeto do arco do desflorestamento, és un dialecte del portuguès brasiler.

### Festival Folklòric

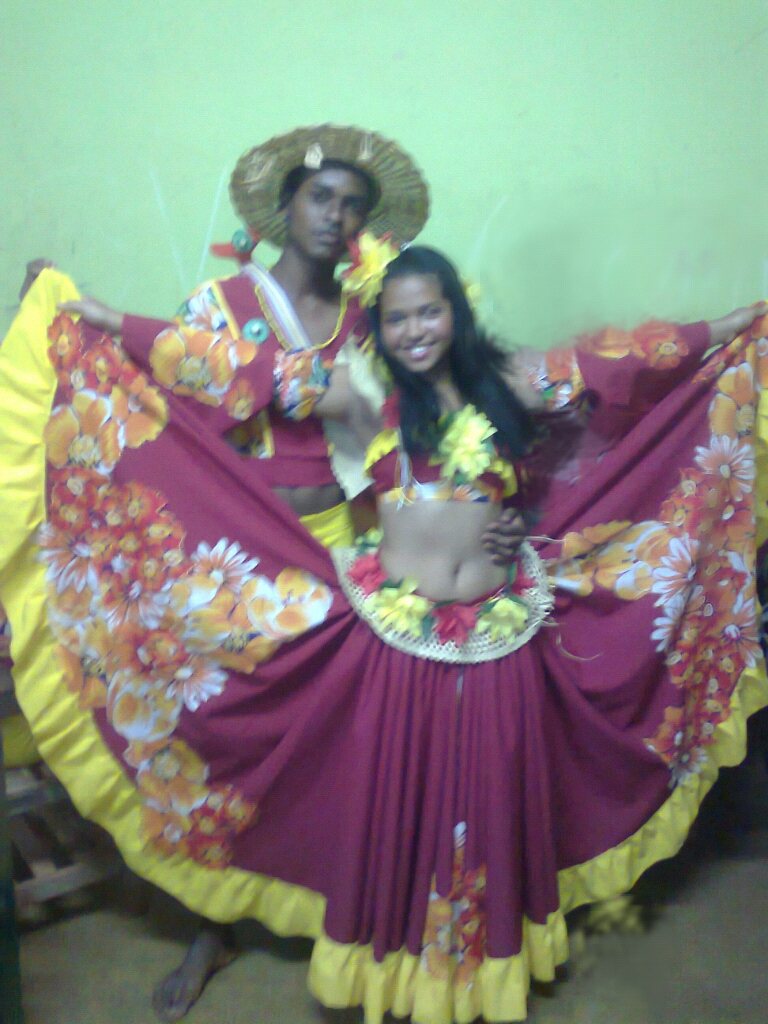
Dançarinos del Grup Folclórico Rosa dels Vents en 2012.

La segona setmana de juny hi ha el Festival Folclórico de Altamira organitzat per la AGFAL (Associació dels Grups Folclóricos d'Altamira). L'esdeveniment ocorre des de 2003 i és considerada la major festa cultural de la Transamazônica i consta en el calendari municipal d'esdeveniments de la ciutat. És realitza en tres nits de festa començant el dijous i acabant el dissabte, amb la presentació de tres grups cada nit. Alguns anys la data en què ocorre l'esdeveniment va ser alterada, com en el cas de 2015 que l'esdeveniment va ser realitzat a l'agost. El dia de la divulgació del resultat del grup campió és feta el diumenge següent amb l'aparició de les notes dels jurats.

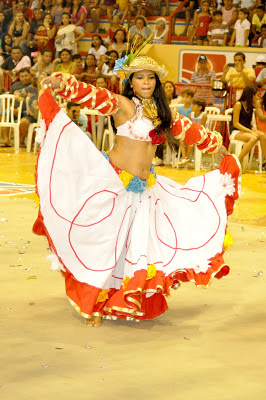
Presentació de la Miss Folclore Herlen Carvalho pel Grup Cisne Blanc en 2013.

L'esdeveniment ocorre anualment en un gimnàs del municipi.
| Any  | Grups Folclóricos Campions | Reines del Folclóre Campiones     | Misses Folclóre Campiones             |
| ---- | -------------------------- | --------------------------------- | ------------------------------------- |
| 2003 | Cisne Branco               |                                   | Sem Dados                             |
| 2004 | Flor da Juventude          |                                   | Sem Dados                             |
| 2005 | Flor da Juventude          |                                   | Sem Dados                             |
| 2006 | Cisne Branco               |                                   | Sem Dados                             |
| 2007 | Tradição Aparecida         |                                   | Sem Dados                             |
| 2008 | Rosa dos Ventos            |                                   | Sem Dados                             |
| 2009 | Cisne Branco               |                                   | Sem Dados                             |
| 2010 | Tradição Aparecida         |                                   | Nagylla Torres (Flor da Juventude)    |
| 2011 | Rosa dos Ventos            |                                   | Brenda Malena (Rosa dos Ventos)       |
| 2012 | Rosa dos Ventos            |                                   | Herlen Carvalho (Cisne Branco)        |
| 2013 | Rosa dos Ventos            |                                   | Raquel Pires (Cheiro do Pará)         |
| 2014 | Beija-Flor                 |                                   | Raquel Pires (Cheiro do Pará)         |
| 2015 | Tradição Aparecida         |                                   | Kinderlly Pantoja (Flor da Juventude) |
| 2016 | Tradição Aparecida         |                                   | Herlen Carvalho (Cisne Branco)        |
| 2017 | Beija-Flor                 |                                   | Larissa Silva (Cheiro do Pará)        |
| 2018 | Flor da Juventude          |                                   | Jéssica da Silva (Flor da Juventude)  |
| 2019 | Rosa dos Ventos            | Karol Azevedo (Flor da Juventude) |                                       |